# Brišča
 Brišča  (italijansko Brischis) je naselje na nadmorski višini 182 metrov  v Občini Podbonesec, 0,7 km jugovzhodno od kraja Podbonesec ob reki Nadiži oziroma v Nadiški dolini v Pokrajini Videm. 

## Zgodovina
Območje Nadiške doline je bilo naseljeno že od antičnih časov: v Landarska jama , Svet Ivan u čelè v lokalnem narečju ) in v Šuošterjovi jami so bile najdene najdbe, ki kažejo na človeško prisotnost v neolitiku in pozni železni dobi.  Trdnjava Antro je Deseta rimska legija v rimskih časih uporabljala za nadzor ceste od Podboneseca preko prelaza Robič za komunikacijo z Donavskim porečjem. 
V 7. stoletju so Slovani, ki so sledili Avarom na vojnih pohodih, vstopili v zgodovinski teritorij Furlanije ter zasedli in kolonizirali Nadiške doline. Imeli so več različno uspešnih spopadov z Langobardi, ki so po letu 568 zasedli skoraj celoten Apeninski polotok. V bližini "Broxe", ki jo nekateri enačijo z Briščami, drugi pa z Muost-om pri Sv. Kirinu ("Broxas dicitur, non longe a Foroiuli....ad ponte Natisonis fluminis"), se je leta 670 zgodila bitka med Furlanskim vojvodo Vektarijem in slovanskimi milicami, o kateri pripoveduje zgodovinar Pavel Diakon v svoji Zgodovini Langobardov. . Vojaške akcije so se končale po sklenitvi pogodbe, ki je določila meje med obema skupnostima in prepustila ozemlja hribovitega območja slovanskemu prebivalstvu. Posledično je prebivalstvo Benečije (beneške Slovenije) od obdobja oglejskega patriarhata do padca Beneške republike uživalo precejšnjo upravno in sodno avtonomijo v priznanje nadzora in obrambe severovzhodnih meja Furlanije, ki so jo izvajale milice, ustanovljene v ta namen.
Družba ali lokalna skupnost je bila organizirana v dve klopi "banki" (Merso in Landar), ki sta se občasno zbirali v Zboru starešin ali " Arengo ". Občinsko ozemlje z okrožji Bijača, Brišča, Arbeč, Laze, Mersin (Nabardo, Klin, Jerebi, Juretiči, Marsieli, Medvieži, Obali, Pocera, Žorži), Ofijan (Čedermaci, Kočjanci, Dorboli, Floram, Parmici, Šošnja, Štonderi), Ruonac (Bizonti, Bročjana, Butera, Klavora, Kranjcove, Domejža, Lahove, Oriehuje, Ošjak, Pokovac, Pulerji, Skubini, Šturmi, Tuomac, Uodnjak, Zejci), Varh in Tarčet je bilo del banke Lantar, ki je združevala svoje izvoljene predstavnike za obravnavanje upravnih in sodnih zadev prve stopnje v zvezi s prebivalstvom Nadiške doline in doline Aborne okoli kamnite plošče, postavljene pod lipami, ki so rasle v bližini vasi Bijača.
Po prihodu Napoleonovih čet in posledični uvedbi francoskega upravnega sistema je prišlo do zatiranja vseh oblik lokalne avtonomije in razdelitve ozemlja na " občine " po odpravi 36 obstoječih "okrožij".  Leta 1797 je bila Benečija (beneška Slavija ) z mirovno pogodbo v Campo Formiu dodeljena Avstriji v upravljanje; nato je po miru v Pressburgu za kratek čas prešla pod Napoleonovo kraljestvo Italije. Leta 1815 se je po podpisu Schiarinsko-Rizzinske konvencije vrnila Avstriji kot sestavni del Lombardsko-beneškega kraljestva. Končno se je leta 1866, po tretji vojni za neodvisnost, po dunajskem miru in beneškem plebiscitu leta 1866, odcepila od habsburških oblasti in prešla pod Savojsko kraljestvo Italije.

## Farna cerkev
Farna cerkev v Briščah spada  pod  Nadškofijo Videm in je del dekanije Vzhodna Furlanija. Cerkev v Briščah, posvečena svetemu Florjanu Mučeniku, je zelo stara, saj sega v obdobje pred letom 1477, ko jo je mojster Andrej iz Škofje Loke razširil in prenovil, kar dokazuje plošča na pročelju. Nadaljnje širitve in prenove tal so bile izvedene med letoma 1713 in 1718. Nato je bila popolnoma obnovljena leta 1835 in med leti 1990 do 1998.
Notranjost cerkve ima eno ladjo z banjastim obokanim stropom, z osrednjo sliko v štukaturnem okvirju; stene so ravne z visečimi pasovi, ki potekajo vzdolž stranskih sten stavbe, nad katerimi sta dve nasprotni termo okni na sredini.  Na koncu dvorane je prezbiterij, ki je dvignjen z dvema stopnicama.